# Ligne 11 - Vaudreuil–Hudson
La ligne Vaudreuil–Hudson (ou ligne 11) est une ligne du réseau de train de banlieue de Montréal reliant le centre-ville de Montréal, les banlieues de l'Ouest-de-l'Île et la ville d'Hudson située en Montérégie. Exo est propriétaire du matériel roulant mais la ligne est exploitée sur les voies du Canadien Pacifique par Bombardier Transport.
La ligne a porté plusieurs noms au cours de son histoire. Elle s'est auparavant nommée ligne Montréal/Dorion–Rigaud avant d'être renommée ligne Vaudreuil–Hudson lors de la fermeture de la gare Rigaud le 30 juin 2010. Elle est ensuite nommée la ligne Exo 1 de 2018 au 31 juillet 2023, date à laquelle la numérotation des lignes de train de banlieue de la région métropolitaine est revue une deuxième fois en cinq ans, en raison de la mise en service du Réseau express métropolitain. 

## Service
Le point de départ de la ligne se situe à la gare Lucien-L'Allier au centre-ville de Montréal et longe le sud de l'île de Montréal, desservant les banlieues ouest, avant de traverser la rivière des Outaouais vers la presqu'île de Vaudreuil-Soulanges. Le point d'arrivée varie d'un départ à l'autre, bien que la majorité des parcours aient pour terminus la gare Vaudreuil.
Le service s'effectue aux 30 minutes aux heures de pointe mais seulement toutes les deux ou quatre heures en dehors de ces heures et de la fin de semaine. Le terminus de la grande majorité des trains est Vaudreuil alors que la gare Hudson n'a qu'un départ le matin en semaine et une seule arrivée en soirée. C'est la seule ligne de trains de banlieue de la région montréalaise à offrir un service semi-express : les trains allant à l'inverse de la direction principale aux heures de pointe n'arrêtent pas à certaines stations moins fréquentées. En 2006, plus de 14 000 personnes utilisent le train quotidiennement en semaine.

## Histoire
Les deux terminus de la ligne sont Vaudreuil-Dorion, nommé en l'honneur de Philippe de Rigaud de Vaudreuil, gouverneur général de la Nouvelle-France et marquis de Vaudreuil, et Hudson, dont le nom honore Elisa Hudson.
Le Canadien Pacifique (CP), connu pour être la première compagnie de chemin de fer au Canada à avoir relié l'est au Pacifique, construit la plus grande partie de cette ligne en 1887 pour les trains entre Montréal et Toronto, avec des arrêts locaux entre Montréal et Vaudreuil-Dorion. En 1898, le CP ajoute une nouvelle ligne directe entre Vaudreuil et Ottawa avec des arrêts locaux jusqu'à la ville de Rigaud. Avec le développement des banlieues de l'ouest de l'île de Montréal, le CP crée éventuellement un train de banlieue destiné uniquement à ces destinations. Depuis les années 1950, le service demeure essentiellement le même, avec environ douze départs dans chaque direction en semaine et de deux à six en fin de semaine.
La propriété du matériel roulant et de son administration est transférée à la Société de transport de la Communauté urbaine de Montréal (STCUM) le 1er octobre 1982, alors que les opérations continuent d'être assurées par les employés du CP sur la voie de cette compagnie et dans ses gares. Au cours des années 1980, le ministère des Transports du Québec participe au financement de l'amélioration des infrastructures et des trains de la ligne. La gare intermodale Dorval est ainsi inaugurée en août 1988. La STCUM intègre la ligne Dorion-Rigaud dans le réseau d'autobus et de métro de Montréal de la région permettant aux voyageurs des correspondances intégrées au prix du billet. 
Durant les années 1990, l'AMT est créée, et tous les trains de banlieue lui sont transférés. Des rénovations au matériel et aux gares sont faites depuis ce temps. Résultat du conflit entre la défunte AMT et la ville de Rigaud au sujet du financement du service de train de banlieue, le service jusqu'à la gare Rigaud est interrompu le 30 juin 2010. La ligne change alors de nom pour devenir la ligne Vaudreuil–Hudson.
Le 1er juin 2017, l'AMT fusionne avec la majorité des conseils intermunicipaux de transport pour créer le Réseau de transport métropolitain, qui est alors l'exploitant de toutes les lignes de train de banlieue et des autobus de banlieue jusqu'au 23 mai 2018, date ou le RTM change son identité de marque pour Exo (utilisant la graphie « exo » pour ses logos et son image de marque).

## Gares
| Zone | Zone | Gare                        | Ville                                                         | Correspondance(s) | Transit annuel (2005) |
| ---- | ---- | --------------------------- | ------------------------------------------------------------- | --- | --------------------- |
|      |      |                             |                                                               | |                       |
| A    | 1    | Lucien-L'Allier             | Montréal (arrondissement Ville-Marie)                         | Autobus: STM - 36, 50, 74, 150, 350, 355, 358, 364, 410, 420, 427, 430, 480, 747 RTL - 5, 15, 30, 31, 32, 33, 34, 35, 37, 38, 42, 44, 46, 47, 49, 50, 55, 60, 59, 86, 87, 90, 115, 132, 135, 142, 144, 150 Exo Sud-Ouest - 28, 28-B, Express 28 Exo Haut-Saint-Laurent - 111 Exo Roussillon - 130, 100-115 Exo Vallée-du-Richelieu - 300 Exo Chambly-Richelieu-Carignan - 400, 401, 500, 600 Exo Sainte-Julie - 600 Exo Le Richelain - 121, 122, 123, 124, 132, 133, 321, 323 Autobus interurbains de Megabus et Limocar Métro: STM - stations Lucien-L'Allier et Bonaventure de la ligne orange Train: Exo - gare Lucien-L'Allier des lignes Saint-Jérôme et Candiac Exo - gare Centrale des lignes Mont-Saint-Hilaire et Mascouche, Via Rail Canada et Amtrak - Gare centrale de Montréal | 1 853 100             |
| A    | 1    | Vendôme                     | Montréal (arrondissement Côte-des-Neiges–Notre-Dame-de-Grâce) | Autobus: STM - 17, 37, 90, 102, 104, 105, 124 Métro: STM - station Vendôme de la ligne orange Train: Exo - Lignes Saint-Jérôme et Candiac | 1 347 800             |
| A    | 1    | Montréal-Ouest              | Montréal-Ouest                                                | Autobus: STM - 51, 90, 105, 123, 162, 356 Train: Exo - Lignes Saint-Jérôme et Candiac | 475 300               |
| A    | 1    | Lachine                     | Montréal (arrondissement Lachine)                             | Aucune | 254 300               |
| A    | 2    | Dorval                      | Dorval                                                        | Autobus: STM - 195, 198, 202, 203, 204, 209, 211, 354, 356, 378, 405, 411, 425, 460, 485, 496 Train: Via Rail Canada - Gare de Dorval Avion: Aéroport international Pierre-Elliott-Trudeau de Montréal | 224 200               |
| A    | 2    | Pine Beach                  | Dorval                                                        | Autobus: STM - 204, 211, 354, 356, 411, 425 | 131 500               |
| A    | 2    | Valois                      | Pointe-Claire                                                 | Autobus: STM - 202, 203, 204 | 255 200               |
| A    | 2    | Pointe-Claire               | Pointe-Claire                                                 | Autobus: STM - 203, 211, 354, 405, 411, 425 | 319 600               |
| A    | 2    | Cedar Park                  | Pointe-Claire                                                 | Autobus: STM - 201, 202, 211, 354, 405, 411, 485 | 214 500               |
| A    | 3    | Beaconsfield                | Beaconsfield                                                  | Autobus: STM - 200, 201, 217, 261, 354, 382, 401, 411, 425 | 694 100               |
| A    | 3    | Beaurepaire                 | Beaconsfield                                                  | Autobus: STM - 354, 411 | 199 800               |
| A    | 3    | Baie-d'Urfé                 | Baie-D'Urfé                                                   | Autobus: STM - 219, 354, 411 | 97 900                |
| A    | 3    | Sainte-Anne-de-Bellevue     | Sainte-Anne-de-Bellevue                                       | Autobus: STM - 212 Exo La Presqu'Île - 35, 44, 335 | 158 200               |
| C    | 4    | Île-Perrot                  | L'Île-Perrot                                                  | Exo La Presqu'Île - 41, 42, 43, 44, 46, 91 | 240 200               |
| C    | 4    | Pincourt–Terrasse-Vaudreuil | Terrasse-Vaudreuil                                            | Autobus: Exo La Presqu'Île - 31, 33, 35, 44, 91, 335 | 233 400               |
| C    | 5    | Dorion                      | Vaudreuil-Dorion                                              | Autobus: Exo La Presqu'Île - 3, 5, 8, 9, 15, 35, 91, 115, 335 | 164 400               |
| C    | 5    | Vaudreuil                   | Vaudreuil-Dorion                                              | Autobus: Exo La Presqu'Île - 1, 2, 4, 5, 6, 7, 9, 15, 21, 40, 51, 61, 91, 115 Exo Sud-Ouest - 99 | 491 400               |
| C    | 6    | Hudson                      | Hudson                                                        | Autobus: Exo La Presqu'Île - 21 | 24 900                |